# Tara Conner

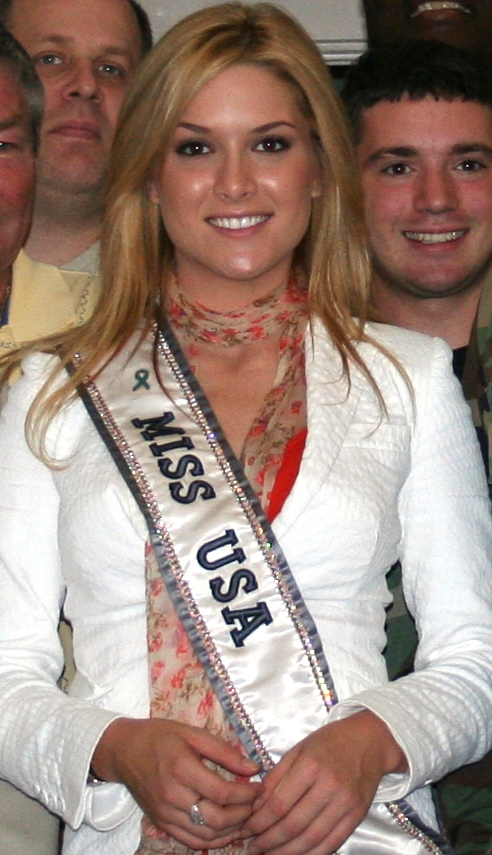
Tara Conner

Tara Elizabeth Conner (* 18. Dezember 1985 in Dallas, Texas) ist eine US-amerikanische Schönheitskönigin und war Miss Kentucky Teen USA, Miss Kentucky und Miss USA. Ende 2006 gab es einen Skandal, da sie positiv auf Kokain, Heroin und Crystal getestet wurde, als Minderjährige getrunken und Miss Teen USA Katie Blair geküsst habe. Unter der Bedingung, dass sie sich in eine Drogentherapie begibt, durfte sie ihren Titel behalten.

## Leben
Conner wurde in Dallas, Texas geboren, zog aber im Alter von sechs Jahren mit ihren Eltern nach Russell Springs, Kentucky. Sie gab an, dass sie im Alter von 14 Jahren begann, Drogen zu nehmen, da sich ihre Eltern getrennt hatten und ihr Großvater gestorben war. 2004 erhielt sie ihren Abschluss an der Russell County High School und studierte gerade Betriebswirtschaftslehre am Somerset Community College, als sie zur Miss USA gewählt wurde. Nach ihrem Erfolg bei der Miss-Teen-USA-Wahl wurde sie sechs Monate lang von Manager Steve Rosenberg unterstützt und modelte für mehrere Firmen wie Body Glove. Des Weiteren wirkte sie Filmschauspielerin in einigen amerikanischen Film- und Fernsehproduktionen mit.

## Schönheitswettbewerbe

### Miss Kentucky Teen USA
Bereits im Jahr 2001 gewann Conner den Titel der Miss Kentucky Teen USA im Alter von 15 Jahren.

### Miss Teen USA
Ein Jahr später nahm sie an der Miss-Teen-USA-Wahl in South Padre Island, Texas teil. In der ersten Phase erzielte sie beim Bademoden-Wettbewerb die höchste Punktzahl (9,18 von 10), am Ende landete sie auf Platz drei.

### Miss Kentucky
Im November 2005 gewann sie die Wahl zur Miss Kentucky. Sie war die Dritte, die nach einer Teen-Wahl auch die Miss-Kentucky-Wahl gewinnen konnte. Im März 2006 nahm sie an einem Special der Gameshow Deal or No Deal teil, die im April gesendet wurde.

### Miss USA
Am 21. April 2006 vertrat Conner Kentucky bei der Wahl zur Miss USA in Baltimore, Maryland. Nach dem Bademoden-Wettbewerb konnte sie sich für die besten Zehn und im Abendkleid für die besten Fünf qualifizieren. Nach der abschließenden Frage-Runde gratulierte sie bereits ihrer Konkurrentin Tamiko Nash und wünschte ihr viel Glück für ihre Regentschaft als Miss USA und ihre Teilnahme an der Miss-Universe-Wahl in dem Glauben, diese hätte gewonnen. Doch Conner gewann den Titel als erste Frau aus Kentucky und wurde von der Titelträgerin des Vorjahres Chelsea Cooley gekrönt.

### Miss Universe
In der anschließenden Miss-Universe-Wahl am 23. Juli 2006 vertrat sie die USA. Auch dieses Mal konnte sie sich im Bademoden-Wettbewerb für die besten Zehn und im Abendkleid für die besten Fünf qualifizieren. Nach der finalen Frage-Runde wurde bekannt gegeben, dass sie den fünften Platz erreicht hatte. Den Titel erhielt Zuleyka Rivera aus Puerto Rico.

## Regentschaft als Miss USA

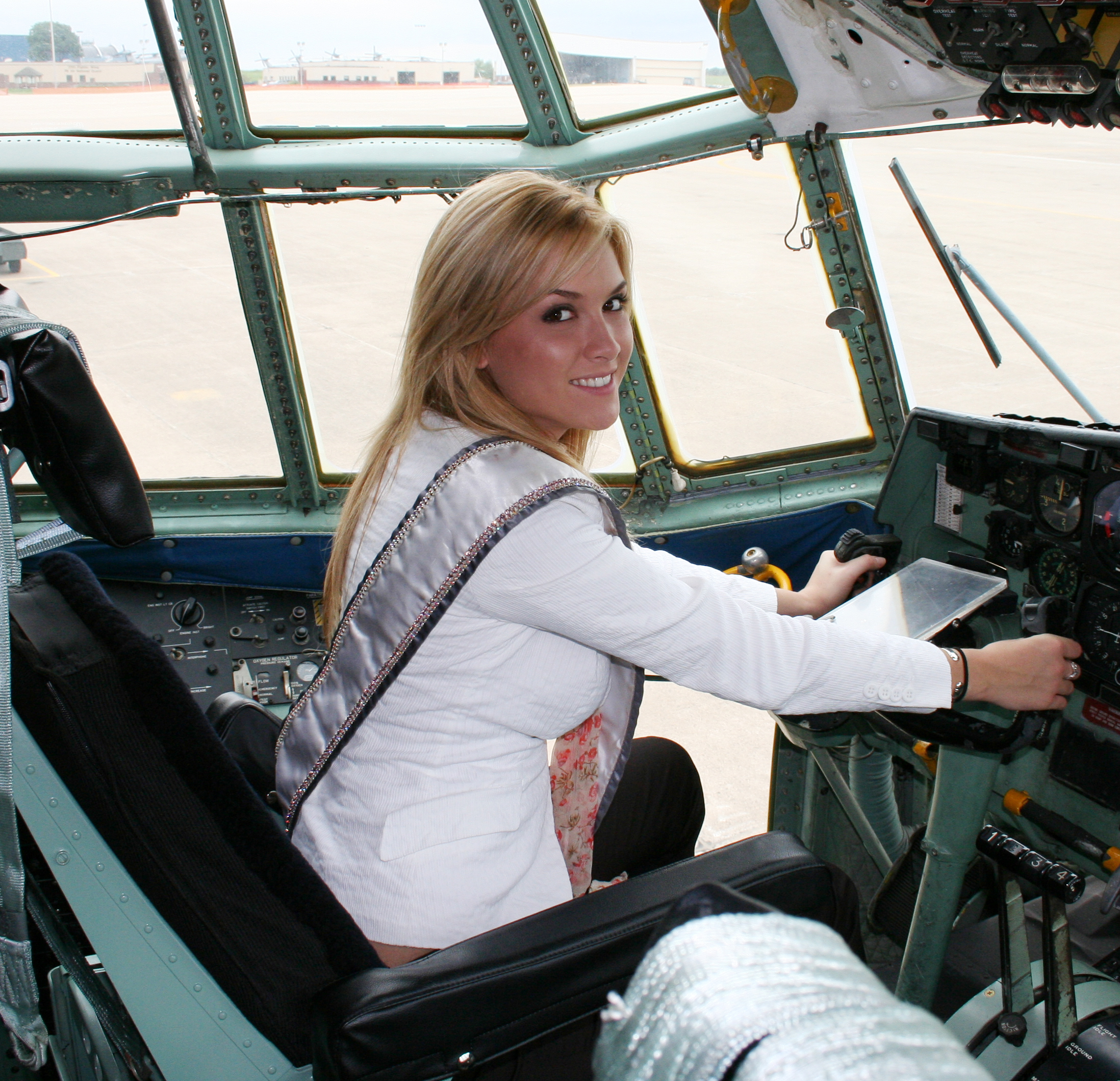
Tara Conner beim Besuch der Willow Grove Air Reserve Station

In der ersten Woche nach dem Gewinn des Titels absolvierte sie eine Reihe von Interviews und Fernsehauftritten in Shows wie CNN Headline News, Live with Regis and Kelly und The Early Show. Am 29. April kehrt sie zurück nach Baltimore, wo sie gekrönt worden war, und fuhr auf der Yacht Black Pearl beim Volvo Ocean Race mit. Am 3. Mai 2006 erschien sie mit der Miss Universe 2005 Natalie Glebova auf der Invest in Our World Benefit in New York City.
Im Mai kehrte sie für das Kentucky Derby zurück nach Kentucky und war zusammen mit Miss America Jennifer Berry und weiteren Schönheitsköniginnen Ehrengast bei der Mint Jubilee Gala. Am 18. Mai läutete sie die Startglocke des American Stock Exchange. Am 19. Juli 2006 war Conner Jury-Mitglied in einer Episode der dritten Staffel von Project Runway. In der Show traten die Teilnehmer gegeneinander an und sollten für sie ein Abendkleid entwerfen, das sie bei der Miss-Universe-Wahl tragen sollte. Das Gewinnerkleid hatte sie später auch bei der Wahl an.

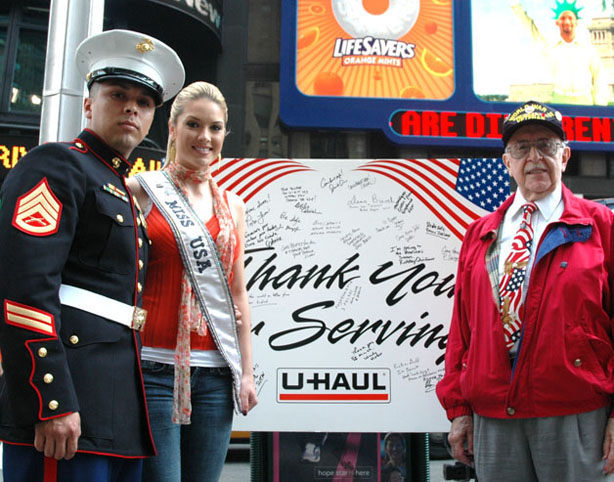
Tara Conner unterstützt die USO in New York City

Im September 2006 reiste Conner nach Boston, Massachusetts, um Werbung für die Susan G. Komen Breast Cancer Foundation zu machen, wie es bereits ihre Vorgängerin Chelsea Cooley im Vorjahr getan hatte. Auch im Oktober nahm sie an mehreren Wohltätigkeitsaktionen von Gilda's Club, Best Buddies und Project Sunshine teil, bevor sie im November eine USO-Tour nach Italien und in die Türkei begleitete, bei der sie ihren Bruder besuchte, der in Italien lebt.
Die geplante Feier zu ihrem 21. Geburtstag am 18. Dezember 2006, die im Pure Nightclub im Caesars Palace am Las Vegas Strip angesetzt war, musste wegen eines zwei Tage zuvor ins Rollen gekommenen Skandals abgesagt werden: Laut einem Bericht der New York Daily News war Conner am 16. Dezember positiv auf Kokain getestet worden, hatte die aktuelle Miss Teen USA Katie Blair in der Öffentlichkeit geküsst und immer wieder Männer in ihre Wohnung eingeladen. Der Miss-USA-Organisator Donald Trump erklärte auf einer Pressekonferenz am 19. Dezember, dass sie nicht entthront werde und man ihr eine zweite Chance geben wolle. Conner begab sich anschließend bis Januar 2007 in eine Drogentherapie in Pennsylvania.
Im Januar 2008 wurde bekannt, dass Conner ein Buch über ihr Leben als Miss USA und ihre Erfahrungen mit Alkohol und anderen Drogen schreiben wolle.